# ریچل رایلی
ریچل رایلی (انگلیسی: Rachel Riley؛ زادهٔ ۱۱ ژانویهٔ ۱۹۸۶) مجری تلویزیون اهل بریتانیا است. وی از سال ۲۰۰۹ میلادی تاکنون مشغول فعالیت بوده‌است. وی در رشته ریاضیات از دانشگاه آکسفورد مدرک کارشناسی ارشد دریافت نمود. او همچون پدرش از طرفداران پر و پا قرص باشگاه فوتبال منچستر یونایتد است.
از فیلم‌ها یا برنامه‌های تلویزیونی که وی در آن نقش داشته‌است، می‌توان به ۸ تا از هر ۱۰ گربه شمارش معکوس را اجرا می‌کنند اشاره کرد.